# Grüttbach
Der Grüttbach ist ein etwa 24 km langer Bach im Schweizer Mittelland. Er fliesst in den  Kantonen Bern und Solothurn und ist ein rechter Zufluss der Aare.

## Namen
Grüttbach ist nicht der einzige Name dieses Gewässers. Seine längste Strecke heisst so im Geoserver des Kantons Solothurn.
Lediglich über die etwa letzten 2,5 km heisst es darin Dorfbach.
Im Geoserver der Schweizer Bundesverwaltung werden ihm nacheinander die vier Namen Grüttbachkanal, Oberholzbach, Grüttbach und zum Schluss ebenfalls Dorfbach zugewiesen.
Im Geoserver des Kantons Bern, der allerdings nur bis zur Kantonsgrenze (nach dem Oberholz) reicht, gibt es überhaupt nur einen Namen, aber nicht Grüttbach, sondern Oberholzbach. Das ist insbesondere für die Einwohner von Kirchberg befremdlich, die nach ihrem Bau eines Emme-Dükers, der das Gewässer auf seiner ganzen Länge wesentlich anreichert, dessen ursprünglich nur im Unterlauf üblichen Namen Grüttbach wie selbstverständlich gebrauchen (neben Grüttbach auch Grüttbachkanal oder Grüttgrabe).
In den anliegenden Dörfern wird er oft  nutzungs- (Mühlibach, Sagi- oder Sackbach) oder flurbezogen (Oberholzbach, Wiesenbächli) bezeichnet. Darüber hinaus gab es diverse frühere, heute nicht mehr benutzte Teilnamen: z. B. in Derendingen Ämmebächli, Püntelibach, Bülibach, Ruuschibach  u. a.
Das ähnlich geschriebene Grüth ist mittelhochdeutsch und bedeutet roden, urbarmachen o. ä. Im am Grüttbach liegenden Derendingen heisst ein Ortsteil Grütt-Obergaden, wobei sich Grütt hier auf eine frühere Flur mit diesem Namen bezieht.

## Geographie

### Verlauf und Charakter
Der Grüttbach fliesst im niederen, relativ breiten, ebenen und wasserreichen nördlichen Teil des Schweizer Mittellandes zwischen der ihm links nahen Emme und der ihn rechts streckenweise begleitenden Ösch. Er hat heute noch Verbindung zu den beiden Begleitern. Vor der Besiedlung waren die Verbindungen wahrscheinlich so zahlreich, dass eine Trennung in Emme und zwei rechts parallele Bäche kaum möglich war. Obwohl der Grüttbach auch heute an mehreren Stellen Wasser an die Emme (und sogar an die Aare) abgibt, bleibt er eigenständiger Wasserlauf, dessen meistes Wasser weiter als die Emme und erst deutlich unterhalb der Emme-Mündung in die Aare fliesst. Seiner streckenweise ausgeprägten Umgestaltung als Gewerbekanal ging die Befestigung seiner Ufer und die Begradigung zum Schutz der Landwirtschaft voraus. Der Grüttbach fliesst in einem Gebiet, wo er ohne solche Massnahmen heute noch mäandern und sich bei Hochwasser weit verbreiten würde.
An seinem Anfang hat der Grüttbach eine ungewöhnliche Besonderheit, indem er heute im Wesentlichen aus der Emme gespiesen wird. Ihm wird das Vielfache Wassers dessen zugeführt, was seine eigentliche, kurz oberhalb der Einspeisung befindliche Quelle beiträgt. Dadurch bekam er den Charakter eines Kanals, im Besonderen den eines Gewerbe- oder Industriekanals. Auf seinem Wege bis zur Mündung fliesst Wasser aus Nebenbächen hinzu, so dass dieser Charakter schwächer wird. Trotzdem konnten die meisten anliegenden Mühlen und Gewerbebetriebe ohne dieses Fremdwasser nicht auskommen,  und die elektrischen Kleinkraftwerke gäbe es heute nicht.
Ursprünglich begann der Grüttbach als Brunnbach an der Felsenegg in Burgdorf. Er führte wenig, aber im Wesentlichen auch schon Wasser aus der Emme, das ihm dort zufloss. In Kirchberg hiess er auch Mühlebach, dem aber für den Mühlenbetrieb zeitweise nochmals Wasser vor Ort aus der Emme zugeführt werden musste. Eine im 19. Jahrhundert in Kirchberg gegründete Weberei hatte grösseren Wasserbedarf, der sich mit dem im oberhalb und gegenüber gelegenen Burgdorf der Emme entnommenen Wasser (siehe auch Fliessgewässer in Burgdorf BE) decken liess. Dafür wurde 1889 ein Düker unter der Emme gebaut und das in Burgdorf nach seiner gewerblichen Nutzung wegfliessende Wasser nach Kirchberg weitergeleitet. Das jetzt in Kirchberg Grüttbachkanal genannte Gewässer wurde dadurch so stark, dass bereits am Ortseingang ein elektrisches Kraftwerk mit damals etwa 100 PS betrieben werden konnte und die Versorgung des Gewerbes und der Industrie auf der gesamten weiteren Bachstrecke wesentlich besser wurde. Sein ehemaliger Anfangsteil oberhalb von Kirchberg (Brunnbach) versiegte, nachdem die Emme kurze Zeit später in Burgdorf eingedämmt und er von ihr abgeschnitten worden war.

### Nebenbäche, Zuflüsse, Teilungen und Abzweigungen
Quellen: Geoserver Bern und Geoserver Solothurn
- Ämmebächli:  (linke Abzweigung, eingedolt)
- Grüenibächli:  (linke Abzweigung, eingedolt)
- Brunnbach:  (linker Nebenbach)
- Obergadenbach:  (linke Abzweigung)
- Verbindungsbach:  (linke Abzweigung)
- Neumattbach:  (streckenweise Teilung in Neumattbach/links und Grüttbach/rechts)
- Schluchtbach:  (linke Abzweigung aus Neumattbach)
- Dorfbach:  (rechter Nebenbach)
- Kleine Oesch:  (rechter Zufluss aus Oesch)
- Späckgraben:  (linke Abzweigung)
- Aufteilung in Dorfbach/Westarm (links) und Dorfbach/Ostarm (rechts):

Alle Abzweigungen  ausser dem Späckgraben (zur Aare) führen zur Emme.

## Natur und Umwelt
Im Grüttbach kommen Bachforelle und Regenbogenforelle vor. An mehreren Stellen wurde er renaturiert; über die grösste Länge (etwa 1 km, im Jahr 2019) ist das im am Rand der Autobahn fliessenden Teil Oberholzbach geschehen. Der etwa 5 km lange Oberholzbach  war erst 1960 zur Niederschlags-Entwässerung der Autobahn angelegt worden. Vorher floss er als naturbelassener Sagibach (auch Ämmebächli) etwa einen halben Kilometer westlicher.

## Nutzung

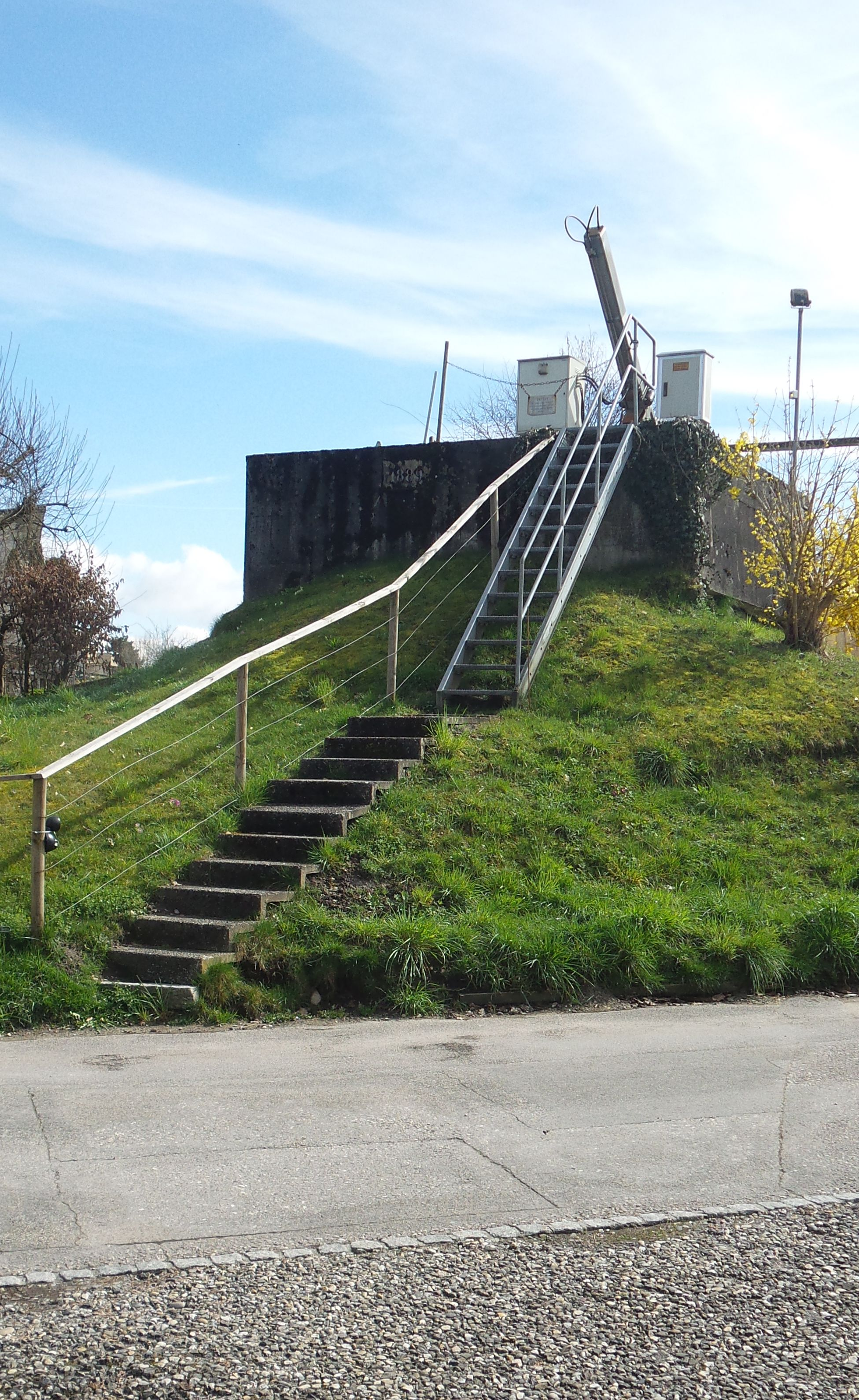
Ende des etwa 5,5 m hohen, von rechts kommenden Damms vor dem ersten Kraftwerk in Kirchberg; etwa 2 m weiteres Gefälle unterirdisch bis zur etwa 30 m links entfernten Wasserturbine, d. h. 7,5 m genutztes Gesamtgefälle

Der Grüttbach und seine Nebenbäche betrieben einmal um die 50 verschiedene gewerbliche Anlagen (Getreidemühlen, Walkmühlen, Sägewerke u. ä.). 1934 wurden 32 Anlagen mit zusammen etwa 700 kW Leistung gezählt. Heute (2024) werden nur noch elektrische Kleinkraftwerke betrieben (16 mit zusammen etwa 1000 kW Nennleistung und jährlich etwa 5,5 Millionen kWh erzeugter elektrischer Energie). Der Strom wird in das öffentliche Netz eingespeist. Ausnahme  ist eine noch betriebene Getreidemühle, in der die Mahlwerke und andere Maschinen (Weiterverwendung der alten Transmissionsanlage) über einen Elektromotor vom vor Ort mit einem  Generator erzeugten elektrischen Strom angetrieben werden.
Das Kraftwerk mit der grössten Leistung befindet sich kurz nach dem Beginn des Grüttbachs am Emme-Düker. Dessen etwa 1,1 km langes Bett ist auf einem fortwährend über Grund höheren Damm errichtet, um das Bettgefälle klein und das Gefälle über der Turbine gross (7,5 m) zu halten. Dieser künstliche Wasserlauf auf einem auffälligen Damm (siehe nebenstehende Abbildung) war der Grund dafür, dass der erste Teil des Grüttbaches die Namen Grüttbachkanal oder Grüttkanal bekam.